# Oreosomatidae
Oreosomatidae é uma família de peixes actinopterígeos pertencentes à ordem Zeiformes, subordem Zeieidei.